# حكمت مهيار
حكمت مطيع مهيار (1914 – 29 أكتوبر 2013) عسكري أردني ولد ودرس في مدارس السلط ثم التحق بجهاز الأمن العام.تدرج بالرتب حتى أصبح قائدا لمنطقة عجلون، ثم قائدا لمنطقة الكرك، فقائدا لمنطقة إربد، فقائدا لمنطقة نابلس عام 1957، فقائدا لشرطة العاصمة في عمان. يعتبر حكمت مهيار أحد مؤسسي وبناة الجيش العربي الأردني وجهاز الأمن العام. تولى منصب مدير الأمن العام ومحافظ العاصمة.

## حرب 1948
كان قائدا للسرية الثانية عشرة في الجيش الأردني وقد خاض معركة حامية الوطيس مع العصابات الصهيونية في مستعمرة كفار عصيون قرب الخليل، وقد احتل المستعمرة منهم وطرد اليهود منها، وبقيت الخليل في أيدي العرب بفضل هذه المعركة ولم تخضع للاحتلال اليهودي مع أراضي 1948، وقد أسر ثلاثمائة من جنود اليهود، ومنهم ابنة يوسي سريد وأحضرهم مكتوفي الأيدي إلى عمان، فمعسكر الاعتقال في أم الجمال / المفرق، مرورا بالسلط، فعلم السلطيون بقرب قدوم الأسرى اليهود من طريق السلط فخرجوا من بيوتهم هائجين حاملين أسلحتهم وتجمعوا على طريق وادي شعيب عمان يريدون القضاء على الأسرى اليهود انتقاما لمجازرهم على أهل فلسطين، عندها صدرت الأوامر للنقيب حكمت مهيار وقد وصل إلى الشونة مع أسراه، بأن يعالج الموضوع بحنكته ودرايته مع أهله بالسلط، فعندما وصل إلى السلط وجد جموع غفيره من الرجال الغاضبين، وقف خطيبا على منصة النقطة أول المدينة وخاطب أهالي السلط بأن هؤلاء أسرى، وأن العرب لم يعتادوا منذ عهد الرسول الإساءة للأسرى وأن أهالي السلط هم أهل شهامة ونخوة تأبى عليهم الإساءة لهم وأنهم الآن أسرى الملك حتي يرى الملك الحسين بن طلال ما يراه في أمرهم.
نال وساما رفيعا من الملك الحسين بن طلال إثر هذه المعركة، عين مديرا للمباحث العامة فقائدا لشرطة العاصمة ثم عين مديرا للامن العام سنة 1968، ثم عين محافظا للعاصمة.

## الأوسمة
- وسام النهضة العالي الشأن من الدرجة الأولى
- وسام الاستقلال من الدرجة الأولى
- وسام الكوكب الأردني من الدرجة الأولى.
- وسام الحسين للعطاء المميز من الدرجة الأولى، عام 2004.[2]